# Афу
Афу (фр. Affoux) насеље је и општина у источној Француској у региону Рона-Алпи, у департману Рона која припада префектури Вилфранш сир Саон.
По подацима из 2011. године у општини је живело 335 становника, а густина насељености је износила 31,46 становника/km². Општина се простире на површини од 10,65 km². Налази се на средњој надморској висини од 800 метара (максималној 960 m, а минималној 498 m).

## Демографија
| 1962. | 1968. | 1975. | 1982. | 1990. | 1999. | 2011. |
| ----- | ----- | ----- | ----- | ----- | ----- | ----- |
| 170   | 194   | 183   | 189   | 202   | 248   | 335   |

График промене броја становника у току последњих година